# Golovin
Golovin – miasto w Stanach Zjednoczonych, w stanie Alaska, w okręgu Nome.